# أغنيس عوبل
أغنيس عوبل (بالدنماركية: Agnes Obel)‏ (و. 1980  م) هي مغنية مؤلفة، ومغنية، وعازفة بيانو دنماركية، تستخدم آلات بيانو.

## وصلات خارجية
- أغنيس عوبل على موقع IMDb (الإنجليزية)
- أغنيس عوبل على موقع مونزينجر (الألمانية)
- أغنيس عوبل على موقع ميوزك برينز (الإنجليزية)
- أغنيس عوبل على موقع أول ميوزيك (الإنجليزية)
- أغنيس عوبل على موقع ديسكوغز (الإنجليزية)
- أغنيس عوبل على موقع قاعدة بيانات الفيلم (الإنجليزية)

- أغنيس عوبل في قاعدة بيانات الأفلام على الإنترنت